# Cerco de Jerusalém (63 a.C.)
Cerco de Jerusalém foi um cerco ocorrido em 63 a.C. na cidade de Jerusalém durante a campanha de Pompeu na Judeia e no contexto da Terceira Guerra Mitridática. O general romano Pompeu recebeu um pedido para intervir na guerra civil entre Hircano II e Aristóbulo II pelo trono do Reino Asmoneu. Depois de conquistar Jerusalém, Pompeu encerrou a independência dos judeus e incorporou a Judeia à República Romana como um reino cliente.

## Contexto
A morte da rainha asmoneia Alexandra Salomé levou o Reino da Judeia a uma guerra civil entre os dois filhos dela, Hircano e Aristóbulo. Depois que este expulsou seu irmão mais velho do trono e do sumo-sacerdócio em Jerusalém, Antípatro, o Idumeu, aconselhou Hircano a pedir ajuda ao rei Aretas III do Reino Nabateu. Em troca de uma promessa de concessões territoriais, Aretas forneceu a Hircano 50 000 soldados; as forças combinadas dos dois então cercaram Aristóbulo em Jerusalém.
Pompeu já havia dado sequência à sua vitória na Terceira Guerra Mitridática com a criação da província da Síria e passara 64 e 63 a.C. pacificando a região. Os eventos na Judeia fizeram com que Marco Emílio Escauro, o legado de Pompeu em Damasco, viajasse até Jerusalém, onde ele foi contatado pelas duas partes da guerra. No fim, seu favorecimento foi conquistado através de um considerável suborno por Aristóbulo e Escauro ordenou que Aretas levantasse o cerco e deixasse a Judeia. O exército nabateu se retirou na direção de Filadélfia, mas ainda assim Aristóbulo deixou a cidade, perseguiu-os e os derrotou em Papyron.
Quando Pompeu chegou em Damasco, em 63 a.C., tanto Hircano quanto Aristóbulo foram ter com ele. Pompeu se recusou a tratar do conflito e informou as duas partes que só resolveria a questão depois de visitar ele próprio a Judeia. Aristóbulo não esperou pela decisão de Pompeu e se encastelou na fortaleza de Alexândrio, um movimento que enfureceu Pompeu. Os romanos invadiram a Judeia e Aristóbulo imediatamente se rendeu. Quando Aulo Gabínio liderou uma força para tomar Jerusalém, porém, os aliados dele fecharam os portões da cidade. Pompeu mandou prender Aristóbulo e se preparou para cercar a cidade.

## Cerco
Quando Pompeu chegou a Jerusalém, sua primeira ação foi inspecionar a cidade:
| “ | ...pois ele percebeu que as muralhas eram tão firmes que seria difícil superá-las; e que o vale diante da muralha era terrível; e que o templo, que estava neste vale, estava também circundado por uma muralha muito forte, tanto que se a cidade fosse tomada, este templo seria um segundo lugar de refúgio para o onde o inimigo poderia se retirar. | ” |
|   | — Flávio Josefo, A Guerra dos Judeus 1:141. |   |

Afortunadamente para Pompeu, Hircano II ainda tinha aliados na cidade e eles abriram um dos portões, provavelmente o situado na porção noroeste da muralha, para os romanos. Esta traição permitiu que Pompeu tomasse a cidade alta de Jerusalém, incluindo o palácio real; Aristóbulo continuou no controle da porção oriental, que compreendia o Monte do Templo e a Cidade de David. Os judeus consolidaram sua posição demolindo a ponte que cruzava o vale do Tiropeon e ligava a cidade alta ao Monte do Templo. Pompeu ofereceu-lhes a chance de se renderem e se dedicou com afinco ao cerco depois de ser refutado. Ele ordenou a construção de uma muralha de circunvalação à volta do território inimigo e armou seu acampamento no interior da muralha de Jerusalém, para o norte do Monte do Templo. Ali ficava um passo que dava acesso ao templo que era protegido por uma cidadela conhecida como Baris fortificada por um fosso. Um segundo acampamento foi construído a sudeste do templo.
As tropas de Pompeu então começaram a aterrar o fosso que protegia a porção norte da fortaleza do templo e a construir duas rampas, uma perto de Baris e a outra para o oeste; enquanto isso, os defensores, em sua posição mais elevada, tentavam atrapalhar as obras romanas. Quando elas terminaram, Pompeu construiu torres de cerco e mandou trazer armas de cerco e aríetes de Tiro. Protegido por fundeiros, que afastavam os defensores da muralha, os romanos começaram a atacar a muralha à volta do templo. Depois de três meses, as tropas de Pompeu finalmente conseguiram derrubar uma das torres de Baris e conseguiram entrar no recinto do Templo, tanto pela cidadela quanto pelo oeste. O primeiro a saltar a muralha foi Fausto Cornélio Sula, filho do antigo ditador e um graduado oficial no exército de Pompeu. Ele foi seguido por dois centuriões, Fúrio e Fábio, cada um à frente de uma coorte]; depois disto os romanos rapidamente venceram a resistência dos judeus. Cerca de 12 000 foram mortos e apenas uns poucos romanos morreram.
O próprio Pompeu entrou no "Santo dos Santos" do Templo, o que só era permitido ao sumo-sacerdote (e ainda assim, apenas uma vez por ano), profanando-o. Apesar disto, ele não removeu nada, nem os tesouros e nem os recursos que ali estavam, e ordenou que o Templo fosse limpo e que seus rituais fossem retomados. Logo depois Pompeu seguiu para Roma levando consigo Aristóbulo, que foi exibido em seu triunfo sobre os judeus.

## Eventos posteriores
O cerco e a conquista de Jerusalém foram um desastre para o Reino Asmoneu. Pompeu re-instalou Hircano II como sumo-sacerdote, mas retirou-lhe a coroa; Roma passou a reconhecê-lo como um etnarca em 47 a.C.
A Judeia permaneceu autônoma, mas passou a ter que pagar tributo para a administração romana na Síria. O reino foi desmembrado, perdendo sua planície costeira e seu acesso ao mar. A Idumeia e a Samaria foram também foram libertadas. Diversas cidades helenísticas receberam permissão para formar a Decápole, reduzindo ainda mais o estado asmoneu.